# Jean-Louis Py
Jean-Louis Py (n. el 29 de diciembre de 1948, Saint-Mandé) es un militar francés. General que se desempeñó como comandante de la OTAN- ISAF en la Afganistán desde el 9 de agosto de 2004 al 13 de febrero de 2005. Sucedió al General canadiense Rick J. Hillier en la comandancia de este órgano militar. Además se desempeñó como comandante del Eurocuerpo (Cuerpo del Ejército Europeo)

## Formación profesional
El Teniente General Jean-Louis Py nació el 29 de diciembre de 1948 en Saint-Mandé (Seine- et-Marne), Francia. Ingresó en la Academia Militar de Saint-Cyr en 1968 y fue comisionado tres años más tarde como Oficial de Infantería Mecanizada. Cabe destacar que Py obtuvo una Maestría en Física y Química en la Universidad de Grenoble, además de realizar un curso avanzado en Estudios de Armamento en 1990. 
Él ha asumido diversas responsabilidades operativas en Alemania, Italia y Francia. Como Oficial subalterno, sirvió desde 1971 a 1977 en la Octava Infantería Mecanizada estacionado en Alemania, en la Escuela de Infantería y en el Octavo Batallón de infantería donde se convirtió en comandante de la compañía, posteriormente fue enviado al Estado Mayor del Ejército como un especialista en NBC antes de convertirse en el Oficial a cargo de las operaciones y la formación del octavo Batallón de Infantería Mecanizada en Wittlich, Alemania.
En 1989, regresó al Estado Mayor del Ejército a la cabeza de la NBC y de la Oficina del Departamento de Estudios Generales, antes de tomar el curso de Estudios de Armamento. Al año siguiente, fue enviado a la Oficina del Ministro de Defensa.
En julio de 1992, fue nombrado Comandante del Décimo Sexto Batallón de Infantería Mecanizada en Saarburg, Alemania. En 1994, fue asignado a la Secretaría General para la Defensa Nacional y sirvió como jefe en la oficina de exportación de equipos militares. Desde diciembre de 1995 a junio de 1996 fue jefe de la célula de planificación de la IFOR con sede en Bosnia. 
Fue ascendido a General de Brigada en 1998 y enviado a la sede de la EUROFOR con sede en Florencia, Italia, donde se desempeñó como Jefe de Estado Mayor. Fue ascendido a Mayor General en agosto de 2001 y asumió las responsabilidades de jefe de Estado Mayor de Tierra francés en Lille. 
El 1 de septiembre de 2003 fue ascendido a teniente general. Desde 4 de septiembre de 2003 ha sido el sexto comandante general del Cuerpo de Ejército Europeo.